# Чашников, Дмитрий Иванович
Дмитрий Иванович Чашников (25 августа (5 сентября) 1795 — ум. не ранее 1863 года) — врач Российской империи, доктор медицины Императорского Московского университета (1831), коллежский асессор.

## Биография
Дмитрий Иванович Чашников родился 25 августа (5 сентября) 1795 года, происходил из дворянского сословия, его отец имел чин надворного советника.
Получив домашнее образование Чашников в 1807 году поступил на службу канцеляристом в Калужскую уголовную, а затем в гражданскую палату. В 1816 году он поступил на физико-математический факультет Московского университета, окончив который в 1819 году перешёл на медицинский факультет. По окончании университета в 1825 году Чашников получил степень лекаря 1-го разряда и был назначен врачом Московского военного госпиталя. 
В 1831 году Дмитрий Иванович представил в Московский университет диссертацию «De animi pathematibus» («О печалях души») и 29 апреля (11 мая) 1831 года был удостоен степени доктора медицины. С 1834 года вплоть до своего увольнения в 1843 году служил оператором Олонецкой врачебной управы.
Дмитрий Иванович Чашников умер после 1863 года, в этом году on последний раз был внесён в Российский медицинский список.

## Труды
- De animi pathematibus :  [лат.]. — Москва, 1831. — (Диссертация на степень доктора медицины).